# Peter och Petra
Peter och Petra är en novell från 1949 skriven av Astrid Lindgren. Den ingår i novellsamlingen Nils Karlsson Pyssling.

## Handling
De två barnen Peter och Petra tillhör ett småfolk och bor med sina föräldrar under en gran i Vasaparken i Stockholm. En dag besöker de Gustaf Vasa skola för att lära sig läsa och räkna. Där lär de känna Gunnar som tar hand om dem och låter dem sitta på hans bänk.

## Andra medier
Peter och Petra filmatiserades år 1989.